# شيراني (سردشت)
شيراني هي قرية في مقاطعة سردشت، إيران. يقدر عدد سكانها بـ 83 نسمة بحسب إحصاء 2016.